# Анталаотра

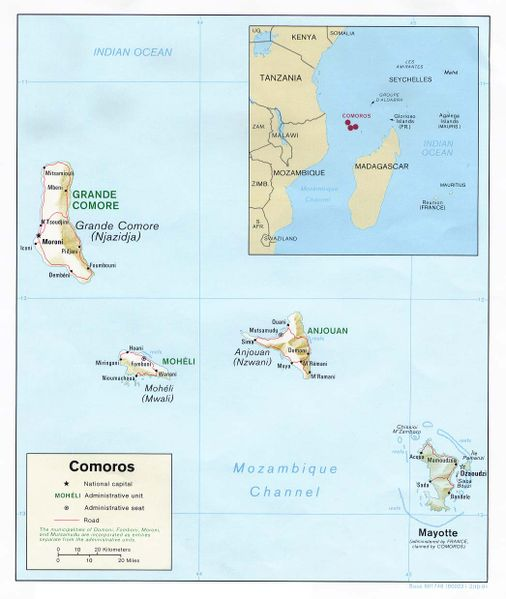

Анталаотра (малаг. Antalaotra — "народ, який живе за морем"), коморці — основне населення Коморських островів. Загальна кількість. 1,25 млн чол. (2006 року), зокрема близько 700 тис. чол. у Союзі Коморських Островів, близько 100 тис. чол. на Майотті, 86,3 тис. чол. на Мадагаскарі, 17 тис. чол. на Реюньйоні, кілька тис. чол. в Мозамбіку (міста Мапуту та Мозамбік).

## Походження
Анталаотра склалися в результаті багатовікового змішування корінних жителів Нгазіджі, Ндзуані, Мвалі, Майотти та Паманзі з малагасійцями, єменцями та оманцями. Свій внесок у становлення нинішнього етнічного образу народу зробили бантумовні африканці- макуа, перси, індопакистанці та французи. Судячи з археологічних даних, поселення на Ндзуані існували ще V столітті зв. е. У VIII столітті на островах оселилися араби, у XIII столітті — макуа, у XV столітті — перси, у XVI столітті — малагасійці-сакалава.

## Мова
Говорять коморською мовою (шикомор, анталаотра, анталаутра, коморський суахілі, коморо), що входить до групи мов банту. Відповідно до генетичної класифікації Дж. Ґрінберґа, мови банту відносяться до бенуе-конголезької групи нігеро-конголезької сім'ї. Діалекти коморської мови іноді вважаються діалектами мови суахілі. Поширені арабська та французька мови.
Анталаотра поділяються на п'ять острівних субетносів: вакоморі (коморці Нгазіджі; о. Нгазіджа, Мадагаскар, Франція; діалект шингазіджа, або гранд-коморський) — понад 420 тис. чол., анжуанці (коморці Нзвані; о. Нзвані, Франція, Реюнь шинзвани, або шиндзуані, або анжуанський) - понад 270 тис. чол., Махаре (макоре, маоре, маурі; о. Майотта; діалект шимаоре, або майоттський, або шімаорі) - 96 тис. чол., коморці Мвалі (о. Мвалі діалект шимвалі, або мохельський) - 27,6 тис. чол., Антанкара (о. Паманзі у складі регіону Майотти) - 10 тис. чол. (Іванова 2003: 32).

## Релігія
Більшість представників народу - мусульмани: суніти (шафіїти, члени суфійських братств) та ісмаїліти. На Майотті багато католиків. 4,9% анталаотра Мадагаскару належать до секти бахаїстів.

## Населення

### Економічний стан населення
Для Гранд-Комора, Анжуана та Мохелі характерні швидке зростання населення, його низький освітній рівень (грамотні менше ніж 40 % дорослого населення), високе безробіття (20 % працездатних коморців), відсутність корисних копалин, провідна роль сільського господарства (в основному натурального) в економіці, технічна відсталість та залежність від зовнішньої економічної допомоги. На Майотті економічне становище набагато краще, рівень життя вищий, а грамотність становить 58,4%. (Lovell 1998: 132).

### Заняття
Основні заняття анталаотра: землеробство ( маніок, ваніль, гвоздичне дерево, іланг-іланг, рожева пальма, кориця, рис, кукурудза, кокосова пальма, кавове дерево, лимонна м'ята, герань, базилік, жасмин, цитрус, цитрус тростина, яблука), тваринництво (велика рогата худоба, кози, вівці) та птахівництво, рибальство, робота в промисловості, видобуток пуццолана, обслуговування туристів. Поширені ремесла (виготовлення плетених кошиків з пальми рафії, виготовлення меблів, скринь та дверей з дерева з інкрустацією міддю та перламутром, обробка шкір). (Іванова 2003: 33).

### Національний одяг
Унікальний національний одяг «канга» з яскравим орнаментом ; молодь носить одяг європейського типу.

Відомі анталаотри
- Сопрано (репер)
- Імані